# Bocageweber
Der Bocageweber (Ploceus temporalis, Syn.: Hyphantornis temporalis; Xanthophilus temporalis) zählt innerhalb der Familie der Webervögel (Ploceidae) zur Gattung der Ammerweber (Ploceus).
Die Art wurde früher als konspezifisch mit dem Kapweber (P. capensis) angesehen.
Der lateinische Artzusatz kommt von lateinisch tempus ‚Schläfe‘.
Der Vogel kommt in Angola, in der Demokratischen Republik Kongo und in Sambia vor.
Das Verbreitungsgebiet umfasst Uferstreifen mit hohem Gras, Buschen und Bäumen bis 1400 m Höhe.

## Merkmale
Die Art ist 15 cm groß und wiegt zwischen 34 und 37 g. Sie ähnelt sehr dem Kapweber, hat aber einen kurzen kräftigen Schnabel. Das Männchen hat im Brutkleid Goldgelb auf Stirn und Scheitel, einen olivgrünen Nacken, auch die Oberseite und der Schwanz sind olivgrün. Ferner hat das Männchen eine blasse Iris, eine olivbraune Maske und einen olivbraunen Kehlfleck, im Schlichtkleid ist das Auge weiß. Das Weibchen hat eine braune Iris und olivgrüne Gesichtsflecken, es ist dunkler und grüner als andere Weber im Siedlungsgebiet.
Die Art ist monotypisch.

## Stimme
Der Gesang des Männchens wird als schnatterndes „shreti-shreti-shreti-shret shret“, der Kontaktruf als „chyap“ beschrieben.

## Lebensweise
Die Nahrung besteht hauptsächlich aus Insekten.
Die Brutzeit liegt im Mai, zwischen August und Oktober. Bocageweber sind polygyn, brüten in größeren Kolonien.

## Gefährdungssituation
Der Bestand gilt als nicht gefährdet (Least Concern).